# McDonaldland (pays imaginaire)
 (mars 2017).
Si vous disposez d'ouvrages ou d'articles de référence ou si vous connaissez des sites web de qualité traitant du thème abordé ici, merci de compléter l'article en donnant les références utiles à sa vérifiabilité et en les liant à la section « Notes et références ».
Ne doit pas être confondu avec McDonaldland (jeu vidéo).
McDonaldland est un monde imaginaire, utilisé dans la stratégie marketing des restaurants McDonald's jusqu'en 2003. McDonaldland était habité par Ronald McDonald et d'autres personnages. 
En plus d'être utilisé dans la publicité, les personnages ont été les mascottes des terrains de jeux rattachés à un McDonald. Ces personnages ne sont plus utilisés depuis 2003, seul Ronald McDonald apparaît toujours dans les publicités et dans les Happy Meal.

## Histoire
Needham, Harper & Steers a créé cet univers en 1970-1971, sur la demande de McDonald. Les personnages sont utilisés dans de nombreuses publicités. En 1976, afin de les célébrer, Remco a créé des figurines à leur effigie.

### Procès
En 1973, Sid et Marty Krofft ont poursuivi Mcdonald. Ils affirment que le monde de McDonaldland est une violation du droit d'auteur de leur émission de télévision. En effet, le personnage Maire McCheese serait une copie de leur personnage H.R. Pufnstuf (lui aussi un maire). Lors du procès, le jury donne gain de cause aux Krofft et McDonald est condamné à leur verser 50 000 $. L'affaire est portée en appel par les deux parties. En 1977, le verdict final est prononcé : les dommages-intérêts ont été réévalués à 1 000 000 $. McDonald est également tenu d'arrêter d'utiliser plusieurs de ses personnages dans ses publicités. 

### 1980-2003: Popularité et déclin
Les personnages qui ont été conservés à la suite du procès sont : Ronald McDonald, Grimace, Hamburglar, et les frites Gobblins. Tandis que : Maire McCheese, Agent de Big Mac, le Capitaine de l'Escroc, et le Professeur n'apparaissent plus après 1985. 
L'entreprise adopte une nouvelle stratégie dans laquelle certains personnages sont revisités afin de faire croire qu'ils vivent dans la réalité. En effet, ils sont amenés à interagir avec de vraies personnes au sein même de Mcdonaldland. Peu de temps après, le Happy Meal Gang et les McNugget Buddies sont devenus les ambassadeurs dans les publicités destinées aux enfants.
Plusieurs produits dérivés ont été créés :
- Un magazine intitulé McDonaldland des Moments de Plaisir a été publié (six numéros par an)
- Un film, McDonaldland l'Île au Trésor, a été diffusé en 1989.
- Des jeux vidéo ont également été créé, comme M. C. Enfants et Mcdonald's Treasure Land Adventure.

De 1998 à 2001, le créateur des Razmoket, Klasky Csupo, et Mcdonald ont diffusé la série Les Aventures Loufoques de Ronald McDonald. La série met en scène Ronald, Grimace, Birdie, Hamburglar, et quelques nouveaux personnages comme le chien Sundae. Dans cette série, Ronald, accompagné de ses amis, part à l'aventure et fait de nombreuses découvertes sur le chemin.
Dans les années 2000, Mcdonald décide d'animer ses personnages. Différents spots sont prévus, mais ont été finalement annulés. Le doute s'est installé, McDonald a un choix à faire : continuer à utiliser ces personnages ou débuter une nouvelle stratégie proposé par Leo Burnett avec la phrase « I'm loving it ». McDonald choisi la dernière option et McDonaldland n'a plus été utilisé. 

### Depuis 2004: il ne reste que Ronald McDonald
Les personnages n'apparaissent plus dans les campagnes publicitaires de la marque mais sont toujours présents dans les aires de jeux, la décoration des sièges pour enfants, et les fêtes d'anniversaire.
Aujourd'hui, ils sont encore présents sur les fenêtres de certains restaurants. Seul Ronald McDonald est utilisé dans les publicités où il est mis en situation avec de vrais enfants. 

## Personnages

### Personnages principaux

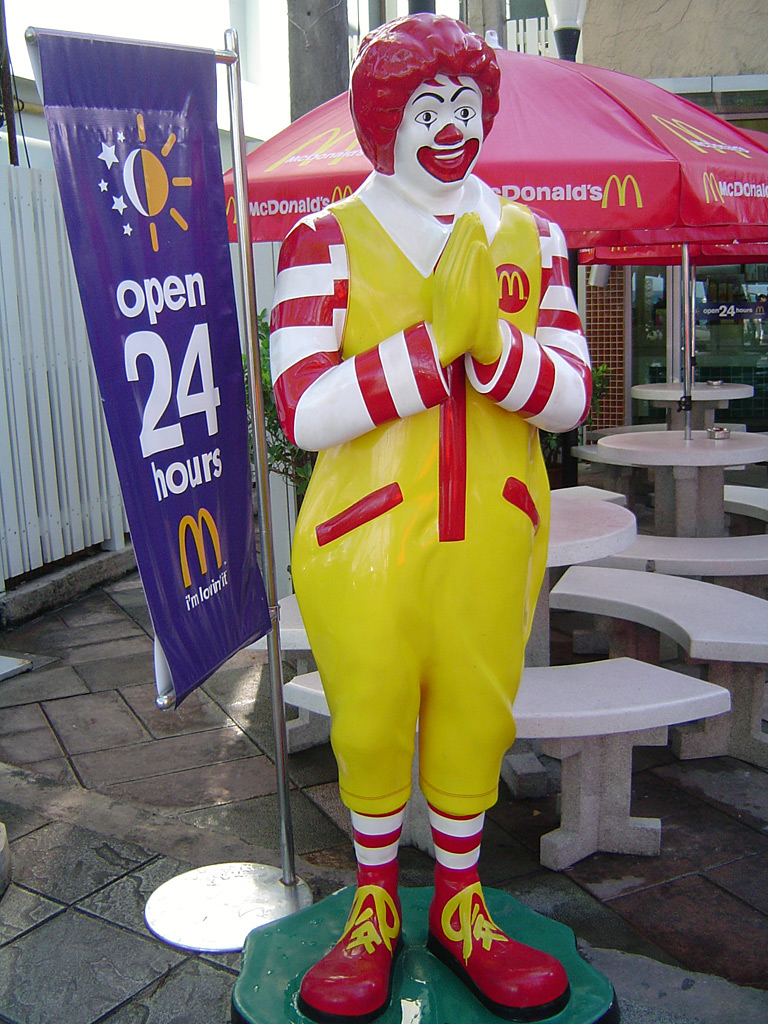
Statue à l'effigie de Ronald McDonald devant un restaurant en Thaïlande

- Ronald McDonald : Première mascotte officielle de Mcdonald, il est représenté par un clown aux cheveux rouges avec un costume jaune et rouge ainsi que des chaussures de la même couleur. Sa tenue a connu divers changement au fil des années, mais elle reste essentiellement la même. L'entreprise a également annoncé qu'il sera de retour dans leurs publicités ainsi que sur les réseaux sociaux comme Twitter[2].
- Hamburglar (Pique-Assiette au Quebec) : Ce personnage antagoniste a été introduit dans le monde de McDonaldland en 1971. Habillé en noir et blanc, son premier objectif est de voler des hamburgers. En 1985, le personnage est revisité et prend l'apparence d'un enfant. Hamburglar a été la vedette de plusieurs campagnes publicitaires de la marque où il apparaissait seul ou en duo avec Grimace par exemple. En 2015, McDonald a une nouvelle fois modifiée l'apparence d'Hamburglar qui est, cette fois, un adulte[3].
- Grimace (Grosse Douceur au Québec) : Présenté en novembre 1971, Grimace est un grand monstre violet doté de plusieurs bras afin de voler des sodas. Cette mauvaise attitude a été retirée du personnage en 1972, Grimace est alors devenu gentil. En 1974, une autre modification est apportée au personnage, Grimace n'a plus qu'ne paire de bras. Son personnage a pris de l'ampleur et est mis à l'honneur au sein des publicités.
- Mayor McCheese : un cheeseburger apparaît également en 1971. Il sera retiré en 1985 à la suite du procès du groupe.
- Birdie the Early Bird : Le premier personnage féminin de l'univers. Elle a été créée en 1980 afin de lancer les nouveaux produits de petit déjeuner de McDonald. Il s'agit d'un oiseau jaune portant une tenue rose. Dans les publicités, Birdie était jouée par  l'actrice Patti Maloney alors que sa voix était réalisée par Russi Taylor et par Christine Cavanaugh dans The Wacky Adventures of Ronald McDonald.
- Captain Crook : Ce pirate, apparu en 1971, ressemble au personnage Capitaine Crochet du film de Walt Disney Pictures : Peter Pan. Ce méchant personnage essaie de dérober des Filet-O-Fish aux clients de McDonald. Captain Crook est interprété par Bob Towers[4] et par Larry Storch.
- The Professor : Ce vieux personnage est également apparu en 1971. Il est l'inventeur et le chercheur du groupe. Dans les années 70, il n'a pas une place importante au sein de McDonaldland. Mais dans les années 80 il est mis en avant. Finalement, son personnage est abandonné en 1985.

### Personnages secondaires

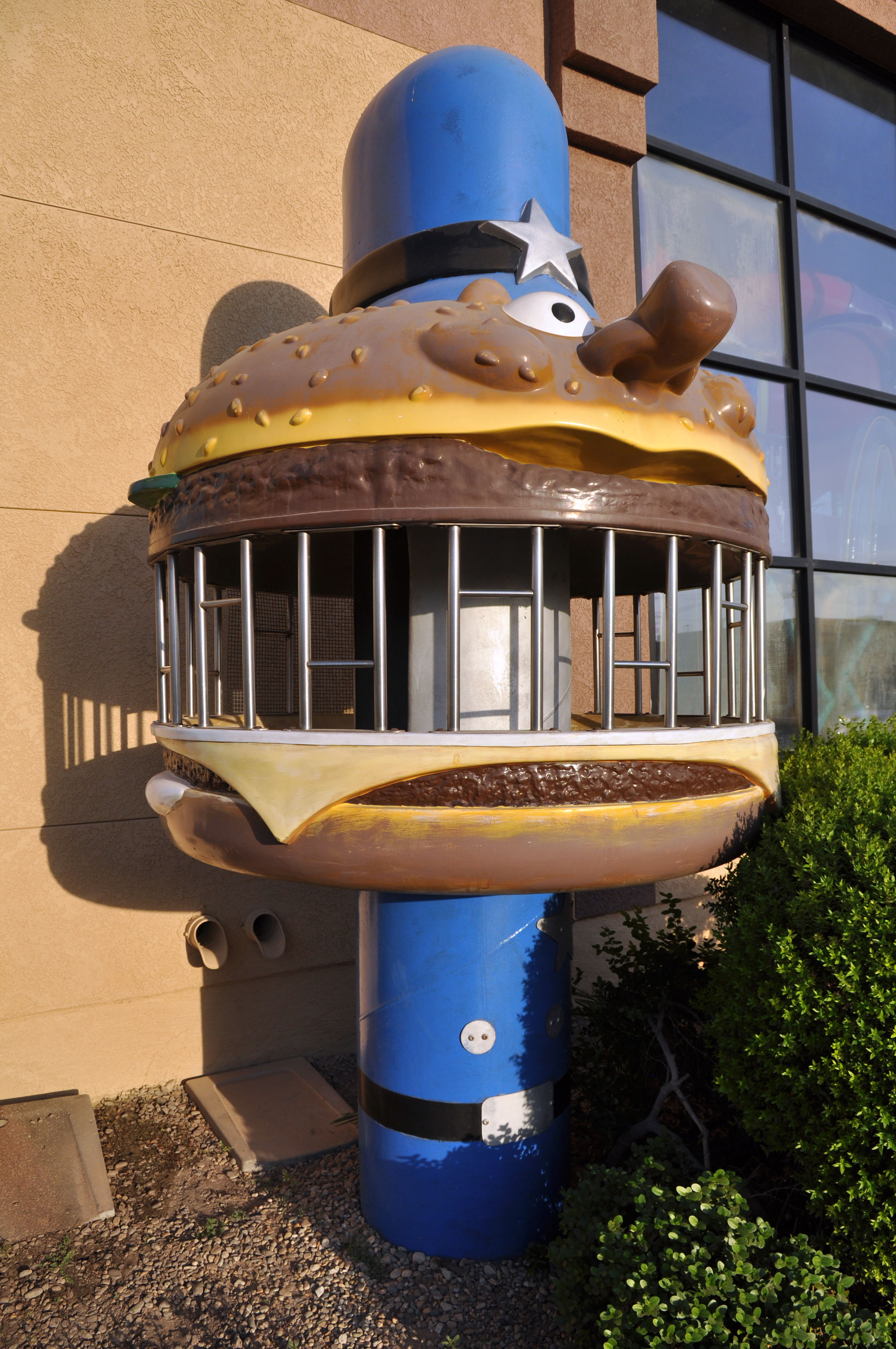
Agent Big Mac sur une aire de jeux.

- Officer Big Mac  : Ce personnage a été la vedette de plusieurs campagnes de publicités au début des années 1970 et au début des années 1980. Représentant le chef de la police, il maintient le respect de la loi et de l'ordre dans McDonaldland et court après les voleurs comme Hamburglar et Captain Crook. Son personnage a été réalisé par Jerry Maren et présentés par Ted Cassidy.
- Fry Kids : Les Fry Kids ont été créés en 1972 pour promouvoir les frites de Mcdonald. Ils se sont ensuite appelés Fry Guys en 1983,  Fry Kids en 1987, puis Fry Girls Ces personnages sont apparus jusqu'en 1996. Ils étaient interprétés par Kath Soucie, Paul Greenberg, et Nika Futterman.
- Trash Cans : Ces deux poubelles parlantes sont apparues dans les publicités de la marque.
- The Happy Meal Gang : Ce gang créé en 1984 était composé d'un hamburger, de frites et d'une boisson. Ils sont ensuite rejoint par les McNugget Buddies et l'Happy Meal Box. Le Happy Meal Hamburger portait la voix de Bob Arbogast puis par Jim Cummings. Le Happy Meal Fries était interprété par Jeff Winkless puis par Bob Bergen et par Tress MacNeille. Enfin le Happy Meal Drink était joué par Hal Smith et par Bill Farmer.
- Uncle O'Grimacey : Ce personnage a été créé en 1978 et est apparu dans une publicité dédiée à la saint Patrick. Il est l'oncle de Grimace.

### Autres personnages
- Vulture
- Sundae : le chien de Ronald McDonald
- The Hamburger Patch
- Iam Hungry : Un personnage éphémère du monde McDonaldland. Il a été introduit en 1998 puis abandonnée en 2001. Il avait la forme d'une boule verte flottante avec des bras oranges.
- Griddler : Un personnage éphémère du monde McDonaldland. II a figuré dans deux publicités en 2003.
- Mike the Microphone
- CosMc : Ce personnage est un extraterrestre venant du jeu vidéo M.C. Kids. Il est apparu dans les publicités au milieu des années 1980.
- Bernice